# Instrumentenfehler
Als Instrumentenfehler werden Abweichungen der Anzeige eines Messgerätes vom wahren Wert bezeichnet, die allein durch das Messgerät verursacht werden. Einige dieser Effekte entstehen auch durch unsachgemäßes Arbeiten damit, nicht jedoch durch den Beobachter selbst.
Zu Aussagen in der Messtechnik im Allgemeinen siehe unter Messgeräteabweichung.
Speziell in der Geodäsie und Astrometrie gilt: Die verwendeten Instrumente und ihre Achsen müssen genau justiert sein, um systematische Fehler in den Ergebnissen zu vermeiden.
Konkret sind vier Bedingungen für die drei Achsen zu erfüllen bzw. ihre Einflüsse messtechnisch zu eliminieren. Ferner ist der Vertikalkreis genau auf die Lotrichtung einzustellen.
Bei einem Theodolit bzw. Tachymeter gelten folgende Bedingungen für eine ideale Justierung:
- Die Zielachse fällt mit der optischen Achse des Fernrohrs zusammen.
  - Justiervorgang: vorsichtiges Verschieben der Strichplatte unter Kontrolle eines Kollimator- oder anderen Zielfernrohrs. Ältere Instrumente haben dazu kleine Justierschrauben, bei modernen Theodoliten kann diese Justierung nur von Fachleuten vorgenommen werden.

- Die Zielachse soll senkrecht auf die Kippachse stehen, also mit ihr einen Winkel von 90° einschließen. Die Abweichung von dieser Bedingung heißt Kollimations- oder Zielachsenfehler.
  - Einfachster Justiervorgang: ein gut definiertes, mindestens 100 Meter entferntes und in Kippachsenhöhe liegendes Ziel wird anvisiert und die Richtung am Horizontalkreis abgelesen, sodann wird nach „Durchschlagen“ des Fernrohres in die zweite Lage derselbe Punkt angezielt und die Richtung abgelesen. Die Richtungsdifferenz (abzüglich des halben Vollwinkels) entspricht dem doppelten Kollimationsfehler. Wenn technisch möglich, kann er schrittweise beseitigt werde (Restfehler meist 1–10"). Der Restfehler oder ein nicht justierter Kollimationsfehler kann bei Präzisionsmessungen messtechnisch eliminiert oder rechnerisch berücksichtigt werden.

- Die Kippachse soll senkrecht auf die Vertikal- oder Stehachse sein. Die Abweichung von 90° heißt Kippachsenfehler.
  - Bei modernen, geschlossen gebauten Instrumenten wird er seitens der Herstellerfirma justiert. Der Restbetrag – der sich mit der Temperatur geringfügig ändern kann – wird messtechnisch (z. B. mit Libellen oder durch beide Kreislagen) beseitigt.

- Die Stehachse soll mit der Lotrichtung zusammenfallen. Dies wird bei der Aufstellung am Stativ durch Libellen oder Lotsensoren bewerkstelligt.

- Bei vertikaler Zielachse (zum Zenit gerichtet) soll die Ablesung am Vertikalkreis Null sein. Die allfällige Differenz heißt Indexfehler oder Höhenindexfehler.
  - Bestimmung des Indexfehlers: durch Anzielen eines gut definierten, entfernten Punktes in den zwei Kreislagen. Die Summe beider Ablesungen sollte 360° (bzw. 400 gon) ergeben.
  - Diese Justierung muss nicht durchgeführt werden, sondern wird meistens rechnerisch angebracht – entweder im Auswerte-Programm oder im Menü des Tachymeters.

Erst nach Berücksichtigung aller vier Einflüsse ist die volle Messgenauigkeit eines modernen Theodoliten (etwa 1") zu erreichen. Weitere Effekte thermischer Natur oder geringe Kreisteilungsfehler an Horizontal- und Vertikalkreis bleiben meist unter der 1"-Grenze.
Bei astronomischen Instrumenten treten analoge Effekte auf. Sie werden – erweitert um den Einfluss der Fernrohrbiegung und eventueller Mikrometer-Konstanten – meist aus den Messungen selbst bestimmt, indem ihre Beträge als Unbekannte in einer Ausgleichung modelliert werden.